# Cantonul Brumath
Cantonul Brumath este un canton din arondismentul Strasbourg / Haguenau-Wissembourg, departamentul Bas-Rhin, regiunea Alsacia, Franța.

## Comune
- Bernolsheim
- Bietlenheim
- Bilwisheim
- Brumath (reședință)
- Donnenheim
- Eckwersheim
- Gambsheim
- Geudertheim
- Gries
- Hœrdt
- Kilstett
- Krautwiller
- Kriegsheim
- Kurtzenhouse
- Mittelschaeffolsheim
- Mommenheim
- Olwisheim
- Rottelsheim
- Vendenheim
- La Wantzenau
- Weitbruch
- Weyersheim